# Schloss Klybeck
Das Schloss Klybeck ist ein ehemaliges Wasserschloss auf dem Gebiet des Kleinbasler Quartiers Klybeck im Kanton Basel-Stadt in der Nordwestschweiz. Bis vor seinem Abriss im Jahr 1955 stand das Schloss an der Ecke Kleinhüningerstrasse/Klybeckstrasse.

## Geschichte

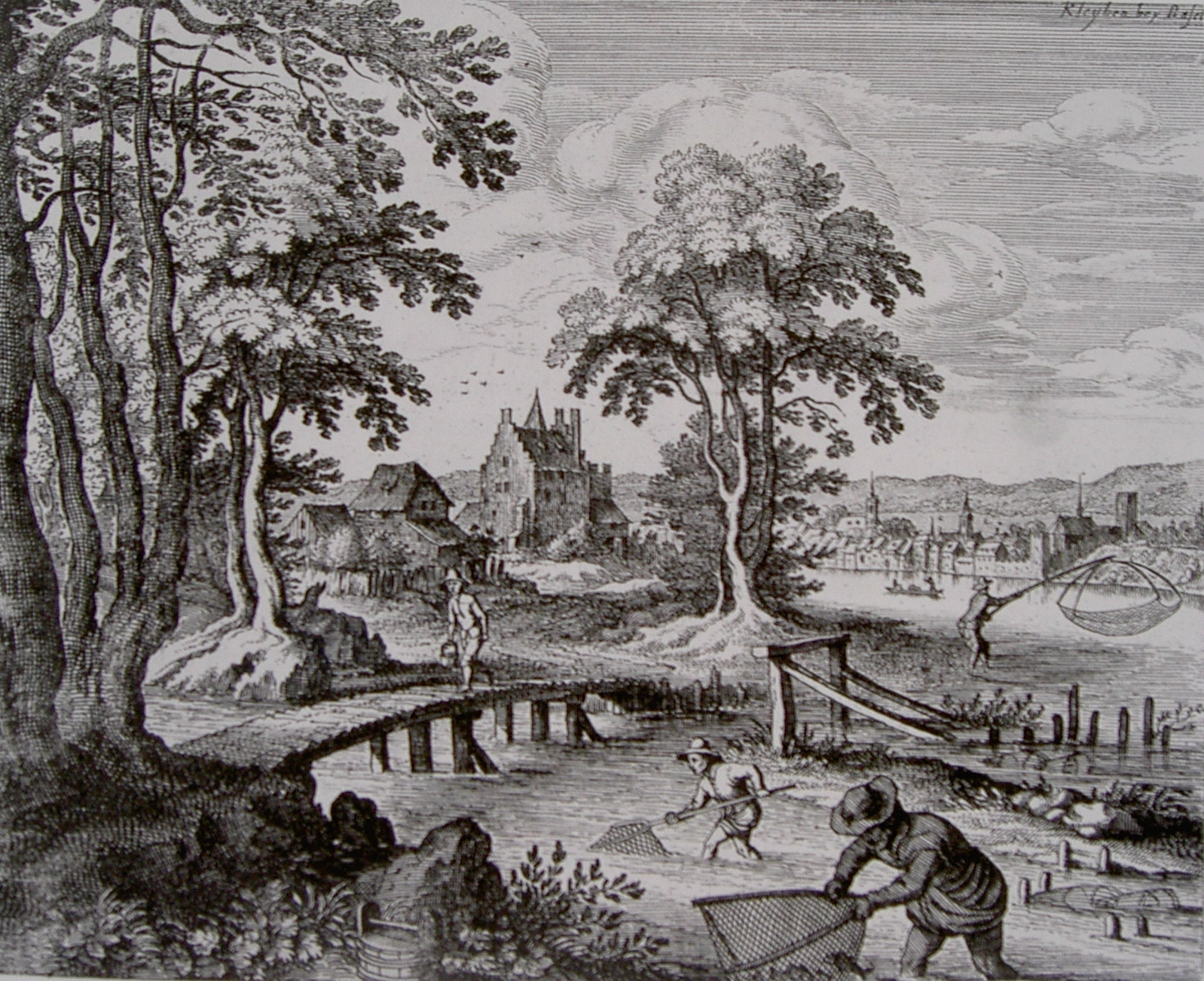
Die Wiesemündung im Hintergrund Schloss Klybeck, Stich von Matthäus Merian d. Ä., 1618/24

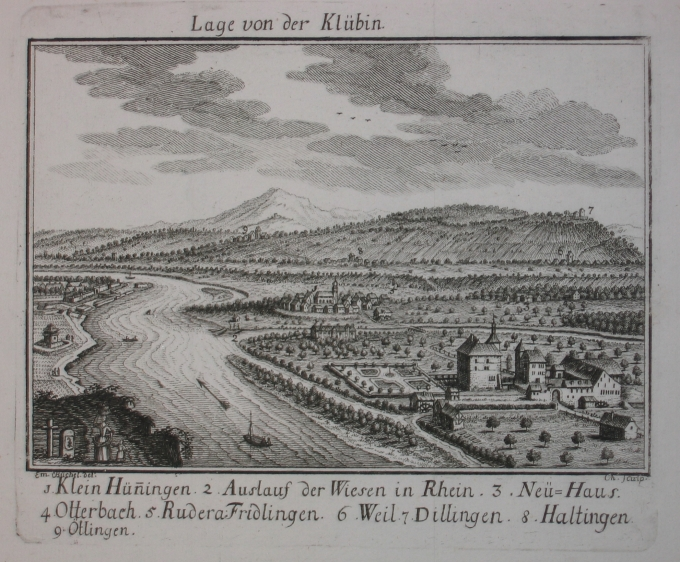
Lage von Schloss Klybeck, Emanuel Büchel, um 1750

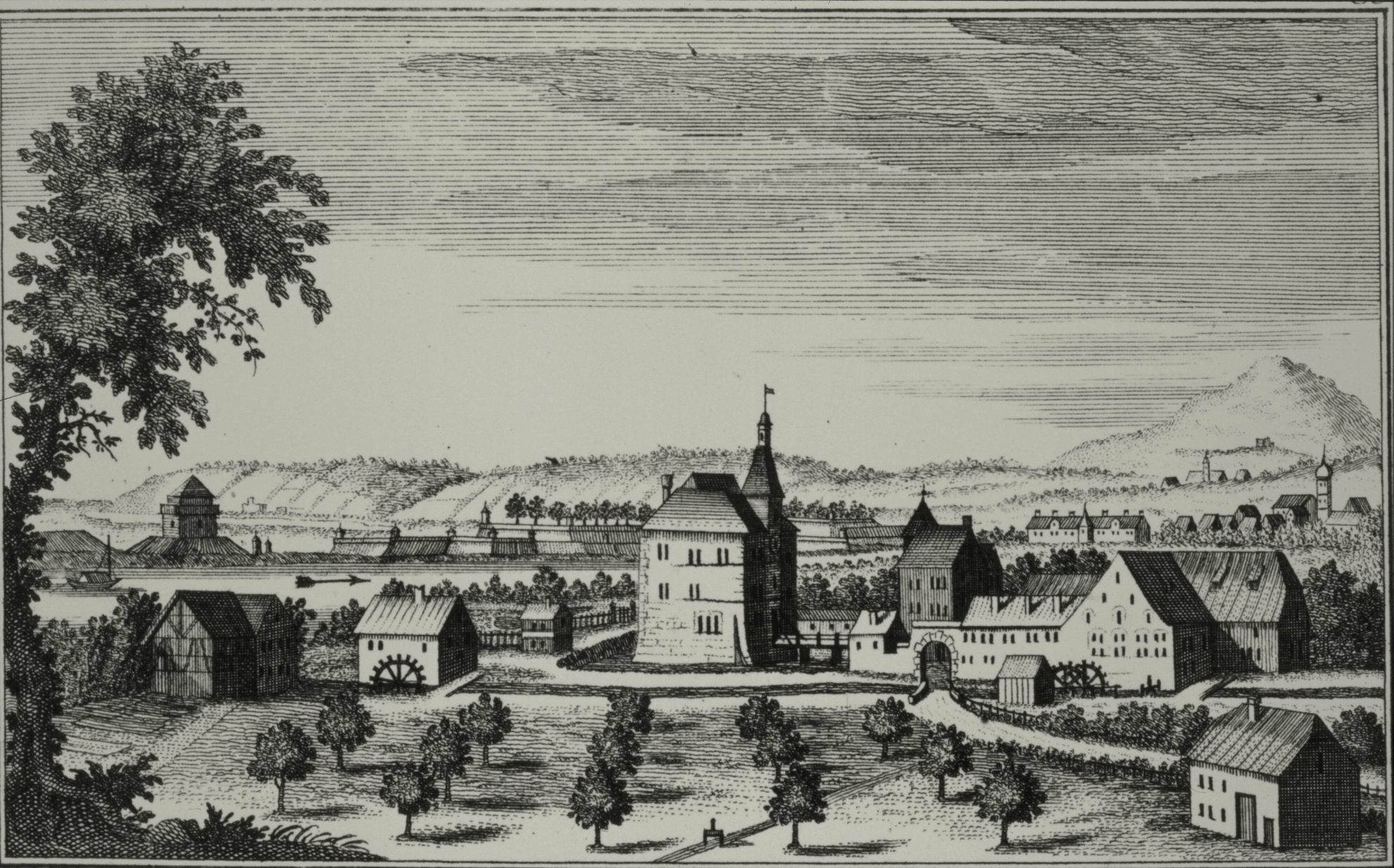
"Klübin. Schloss im Canton Basel." Blick aus Süden, im Vordergrund der Klybeckteich mit Mühlrädern, Emanuel Büchel für David Herrliberger, 1754

In einer Urkunde des Klosters St. Alban aus dem Jahre 1283 wird Klybeck (by Kluben im grien) erstmals als Ortsbezeichnung im Zusammenhang mit einer Schenkung von Gütern und Ländereien erwähnt. Im 14. Jahrhundert ist bereits eine Mühle mit Mühlebach auf Klybeck vorhanden. 1361 wird die Klüben Mülin und 1396 auch der Klübentych erwähnt. Spätestens seit 1410 ist in Klybeck auch eine Sägemühle errichtet worden.
Im 15. Jahrhundert ist das Gut im Besitz des Ritters Hans Reich und wird mit Gartenanlagen und Wassergraben ausgestattet. Im Jahre 1492 wird das Gut erstmals als Schloss Klybeck erwähnt. In diese Zeit fällt auch ein überlieferter Prozess zwischen der damaligen Besitzerin von Schloss Klybeck, der Äbtissin von Säckingen, Elisabeth von Falkenstein, und dem Röttler Landvogt Junker Thüring Reich. Der Landvogt hatte den Wasserzufluss aus der Wiese gesperrt und so den das Schloss umgebenden Weiher trockengelegt. Erst nach zehn Jahren wurde der Rechtsstreit beigelegt.
Das zum Schloss gehörige Gut bestand aus mehreren Wirtschaftsgebäuden, neben der Mühle und der Säge, sind für Klybeck auch Papiermühlen und eine Weintrotte urkundlich erwähnt. Die Weintrotte war nicht ohne Grund in Klybeck vorhanden: Im 14. und 15. Jahrhundert wurden im Klybecker Rebengarten Weinreben angebaut.
Nicht nur in Herrlibergers Topographie (ab 1754), auch später bei Johann Konrad Fäsi (Staats- und Erd-Beschreibung) findet sich noch die Schreibung "Klübin" oder "Klubin".

### Klybeckteich
Essentiell für den Erfolg des Mühlgewerbes war der Klybeckteich, ein zum Mühlbach und Gewerbekanal ausgebauter ehemaliger Flussarm der Wiese. Er wurde wahrscheinlich schon im 14. Jahrhundert genutzt und bestand bis ins Jahr 1896, als der Kanton Basel-Stadt den Klybeckteich übernahm und im Zuge von Bauvorhaben, wie Strassenbahndepot und Güterbahnhof, zuschütten liess.
Der Klybeckteich bezog sein Wasser von Klybeckteichwuhr in den Langen Erlen und floss auf gerader Linie auf Höhe der Mauerstrasse. An der Kreuzung Klybeckstrasse/Mauerstrasse machte er einen Knick nach Nordwesten. Nachdem er mit seiner Wasserkraft die Klybecker Mühlen angetrieben hatte, mündete er am Altrheinweg in den damals noch bestehenden Altrhein an der Klybeckinsel. Auf der Klybeckinsel wurde in den Jahren 1924–26 ein Teil des Basler Rheinhafens erbaut.

### Besitzverhältnisse
Gut und Schloss Klybeck kamen im Laufe der Jahrhunderte in die Hände vieler Besitzer. Die Abtei St. Blasien, das Stift Säckingen, Basler Ratsherren, Ritter und Bürger, Ärzte, Landvögte (ab 1738 der Landvogt von Kleinhüningen), Wirte oder Papierfabrikanten. Im 19. Jahrhundert veränderte sich die ursprünglich ländliche Umgebung des Schlossgutes rasant, und in unmittelbarer Nähe entstanden grosse Industriekomplexe (Ciba) und Wohnkasernen. Als bürgerlicher Landsitz, landwirtschaftliches Gut und als Mühlenstandort hatte Klybeck ausgedient. Ab 1903 war es im Besitz der Basler Baugesellschaft, die das Gebäude in ein Mietshaus umwandelte. 1955 wurde Schloss Klybeck abgebrochen, um einem modernen Wohnhaus zu weichen.